# 서감초등학교
서감초등학교는 대한민국 부산광역시 사상구에 있는 공립 초등학교이다.

## 학교 연혁
- 1984년 5월1일
- : 개교

감전국민학교 포화 상태로 서감국민학교로 이전

## 참고 자료
- 서감초등학교 - 한국교육학술정보원 학교알리미